# The House with a Clock in Its Walls
The House with a Clock in Its Walls is een Amerikaanse komische horrorfilm uit 2018, geregisseerd door Eli Roth. De film is gebaseerd op de gelijknamige roman uit 1973 van John Bellairs. De hoofdrollen worden gespeeld door Jack Black, Cate Blanchett, Owen Vaccaro, Kyle MacLachlan, Renée Elise Goldsberry, Colleen Camp Sunny Suljic en Lorenza Izzo.

## Verhaal
Wanneer de 10-jarige Lewis Barnavelt zijn ouders verliest bij een auto-ongeluk, verhuist hij naar zijn oom Jonathan die in een oud huis woont. De mysterieuze man is een tovenaar, zoals Lewis snel ontdekt, en zijn buurvrouw Florence een heks. Lewis helpt zijn oom een klok te vinden die ergens in huis verborgen is en de kracht heeft om de hele mensheid te vernietigen.

## Rolverdeling
| Acteur                 | Personage          |
| ---------------------- | ------------------ |
| Jack Black             | Jonathan Barnavelt |
| Cate Blanchett         | Florence Zimmerman |
| Owen Vaccaro           | Lewis Barnavelt    |
| Kyle MacLachlan        | Isaac Izard        |
| Renée Elise Goldsberry | Selena Izard       |
| Colleen Camp           | Mevr. Hanchett     |
| Sunny Suljic           | Tarby Corrigan     |
| Lorenza Izzo           | Moeder van Lewis   |

## Ontvangst
De film werd positief ontvangen op Rotten Tomatoes waar het 66% goede reviews ontving, gebaseerd op 209 beoordelingen. Op Metacritic werd de film beoordeeld met een metascore van 57/100, gebaseerd op 38 critici.

## Prijzen en nominaties
| Jaar | Prijs                                       | Categorie               | Genomineerde(n) | Uitslag  |
| ---- | ------------------------------------------- | ----------------------- | --------------- | -------- |
| 2018 | Capri Hollywood International Film Festival | Capri Master Of Fantasy | Eli Roth        | Gewonnen |